# Crematogaster petiolidens
Crematogaster petiolidens är en myrart som beskrevs av Auguste-Henri Forel 1916. Crematogaster petiolidens ingår i släktet Crematogaster och familjen myror. Inga underarter finns listade i Catalogue of Life.